# درگیری‌های غرب ایران (۱۳۹۵–اکنون)
درگیری‌های غرب ایران (۱۳۹۵–اکنون)اشاره به درگیری‌های نظامی جاری بین شورشیان کرد حزب دموکرات کردستان ایران و سپاه پاسداران انقلاب اسلامی است که در آوریل ۲۰۱۶ آغاز شد. حزب آزادی کردستان و حزب کومله کردستان ایران، حمایت خود را از جدایی‌خواهی احزاب کرد از ایران نیز اعلام کردند و هر دو به ترتیب در سال‌های ۲۰۱۶ و ۲۰۱۷ با نیروهای امنیتی ایران درگیر شدند. به موازات آن، گروه شورشی کرد ایرانی چپ‌گرای پژاک در سال ۲۰۱۶ پس از یک دوره طولانی آتش‌بس، فعالیت‌های نظامی علیه ایران را از سر گرفت. 
درگیری‌های سال ۲۰۱۶ در پی پس‌زمینه‌ای از آنچه حزب دموکرات کردستان ایران به عنوان «افزایش نارضایتی در روجلات» توصیف کرد، رخ داد.فرمانده شاخه نظامی حزب کارگران کردستان، درگیری و اعلام خصومت آنان علیه حکومت ایران را به این دلیل دانست که وضعیت در کردستان ایران به ویژه با اعدام‌های خودسرانه هر روزه کردها در ایران، غیرقابل تحمل شده است.